# 河村文鳳
河村 文鳳（かわむら ぶんぽう、安永8年（1779年） - 文政4年（1821年））は、江戸時代後期の岸派の絵師。名は亀。字を駿声、俊声、五游。号に馬声、有毛、首陽館、竹裏館、白竜堂など。山城国（現・京都府）出身。優れた人物画や山水画で知られた。

## 略歴
岸駒に絵を学び、寛政8年（1797年）の東山新書画展観への出品が確認されており、岸駒の弟子の中でも古参格と考えられる。のちには各派の絵を学んで独自の画風を確立し、歌川国芳、歌川国貞、渓斎英泉など後代の浮世絵師等にも大きな影響を与えた。俳句にも秀でており上田秋成、与謝蕪村等と交遊し、俳画も好んで描いた。生前は有力絵師の一人でだったようで、一時は岸駒に迫るほど人気を得たという。実際『文鳳画譜』『帝都雅景一覧』『文鳳漢画』『文鳳山水遺稿』など、文鳳原画による画譜類が10種類以上出版されているが、なぜか現存作品は極めて少ない。速い運筆による人物画を得意とし、『竹田荘師友画録』にも「人物を画いて、運筆縦横、手に随って立ちどころに成る」とその能画ぶりが記されている。一方山水画では、濃い墨の太い輪郭線を用いる独特の作風を示している。

## 作品
| 作品名                     | 技法         | 形状・員数     | 寸法（縦x横cm）   | 所有者                     | 年代                | 款記・印章                                          | 備考                        |
| -------------------------- | ------------ | -------------- | ----------------- | -------------------------- | ------------------- | --------------------------------------------------- | --------------------------- |
| 鴨川武戯図巻               | 紙本淡彩     | 1巻            |                   | 大英博物館                 | 1805年（文化2年）頃 |                                                     |                             |
| 紫陽花図                   | 紙本墨画     | 1面            |                   | 智源寺（宮津市）           | 1811年（文化8年）頃 | 款記「文鳳川亀」/「文鳳」白文方印・「馬聲」朱文方印 | 本堂天井画20面のうちの1つ。 |
| 武陵桃源図屏風             | 紙本墨画淡彩 | 六曲一双       | 157.0x357.7（各） | 静岡県立美術館             |                     |                                                     |                             |
| 花鳥草木人物図押絵貼交屏風 | 紙本墨画     | 六曲一双押絵貼 |                   | 京都国立博物館             |                     |                                                     |                             |
| 花売翁図                   | 紙本淡彩     | 1幅            | 118.2x37.7        | 個人（奈良県立美術館寄託） |                     | 款記「文鳳」/「馬声」「五游」白文連印               | 日野資枝賛                  |
| Landscape                  | 絹本墨画     | 1幅            | 106.5x35          | ボストン美術館             |                     |                                                     |                             |

## 著作
- 『文鳳画譜』（文化4年（1807年）刊）
- 『文鳳山水画譜』（文政7年（1824年）刊、頼山陽讃）